# 盛植型
盛植型（1829年－1887年）。字钧士，号蓉洲，浙江宁波府镇海县人，晚清政治人物、书法家。

## 生平
出自宁波府镇海县骆驼桥盛氏，咸丰六年（1856年）登进士，任吏部主事。光绪元年（1875年），充任《穆宗实录》详校官。书成后，升任吏部员外郎，掌吏部考功司印，后补任吏部文选司员外郎。
光绪九年，任湖北安襄郧荆兵备道道员，赴任后大力革除弊政，裁撤十八路差役，兴办义学、书院，创设水龙所（相当于今消防局），扩建粥厂，修复襄阳隆中祠宇。致仕回乡后兴办教育，曾任宁波府定海县景行书院掌教（相当于今校长）。
1887年正月，卒于任上，享年59岁，身后葬于鄞县西面南乡柴家山之麓，学生晚辈陈三立作墓志铭。擅长书，尤擅楷书，工整端丽。行书、草书宗唐宋名家，深研古人笔法，自成一格。二子盛炳纬，亦考中进士，是为“父子进士”。